# Poldertreppe

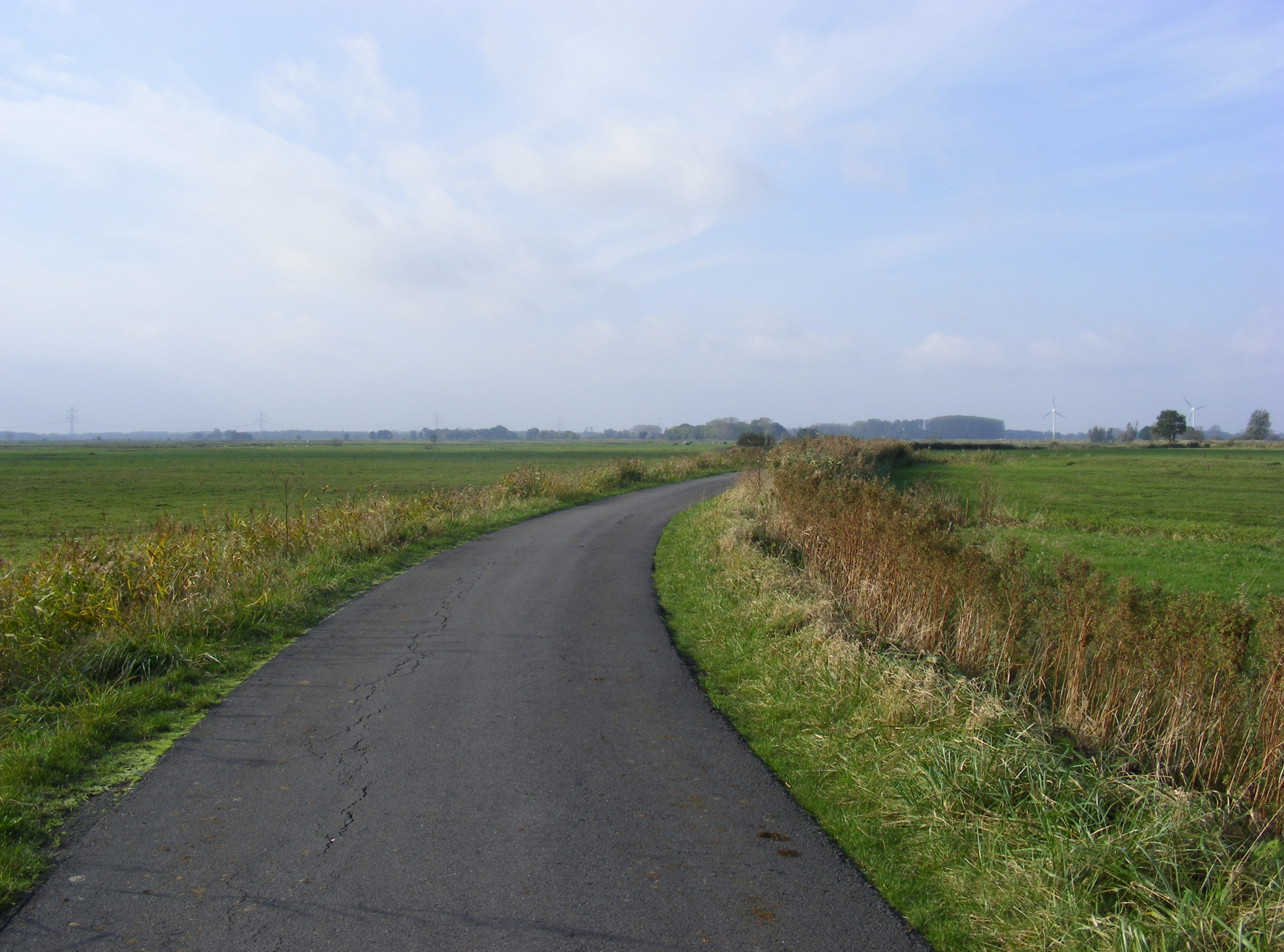
Poldertreppe an einem ehemaligen Deich des Jadebusens: Die 1593/94 eingedeichten Flächen links liegen tiefer als der 1733 eingedeichte Alte Wapeler Groden rechts.

Eine Poldertreppe bezeichnet die treppenartigen Erhöhungen des Landes von älteren zu neueren Marschflächen.
Poldertreppen entstehen in der Regel bei mehreren Eindeichungsmaßnahmen hintereinander. In den Salzwiesen vor den Deichen lagern sich im Laufe der Zeit Meeressedimente ab und erhöhen so den natürlichen Meeresboden im Vorland der Deiche. Diese Landgewinnung durch Ablagerung wird häufig durch ein System aus Buhnen und Lahnungen unterstützt. Ist das Land stark genug angewachsen, so wird außendeichs ein neuer Deich gezogen und das eingedeichte neue Marschland vollständig trockengelegt. Das neueingedeichte Land nennt man Polder oder regional auch Koog (Schleswig-Holstein) oder Groden (Niedersachsen). Durch die nun folgende Entwässerung setzt sich das Land im neueingedeichten Polder. Der ansteigende Meeresspiegel vor dem Deich und das Absacken der trockengelegten ehemaligen Meeresbereiche hinter dem Deich führen daher bei mehreren Eindeichungen zu einer immer höheren Lage der neu eingedeichten Polder. Auf diese Weise entsteht eine so genannte Poldertreppe.
Der Poldertreppen-Effekt stellte die Menschen vor große Probleme bei der Entwässerung der binnenwärts gelegenen Polder. Zur Entwässerung muss das Wasser hochgepumpt werden. Hierzu wurden in früheren Zeiten Wasserschöpfmühlen eingesetzt. Heute werden diese Aufgaben von Sielen mit leistungsfähigen Schöpfwerken übernommen.